# Klagebefugnis
Die Klagebefugnis oder Prozessführungsbefugnis (auch Beschwerdebefugnis genannt) ist ein Begriff aus dem deutschen Prozessrecht. Der Kläger ist klagebefugt, wenn er geltend macht, in eigenen subjektiven Rechten verletzt zu sein. Viele Verfahrensarten kennen die Klagebefugnis als Zulässigkeitsvoraussetzung, das heißt, dass die Klage bei fehlender Klagebefugnis bereits als unzulässig abgewiesen wird, ohne dass überhaupt zur Sache (Begründetheit) entschieden würde.
Auf das Erfordernis der Verletzung in eigenen Rechten kann nur da verzichtet werden, wo ein Gesetz auch Dritten ein Klagerecht einräumt, etwa in Form der Verbandsklage.

## Sinn und Zweck der Regelung
Als Grund für das gesetzliche Erfordernis der Klagebefugnis wird häufig „Abwehr der Popularklage“ angegeben: Es soll sich nicht ein Unbeteiligter, der selbst nicht betroffen ist, zum Sachwalter fremder Interessen aufschwingen. Es besteht somit kein allgemeiner Anspruch auf Gesetzesvollzug, sondern nur ein Anspruch der Betroffenen. Insoweit schützt das Erfordernis ebenso die Freiheit der Betroffenen, einen Rechtsstreit eben nicht auszufechten, als auch die Gerichte vor Überlastung.
Diese Argumentation ist dort nicht zwingend, wo es sich um ein subjektives Verfahren handelt, wo also die Begründetheit ohnehin die Verletzung von Rechten des Klägers voraussetzt (Anfechtungsklage, Verpflichtungsklage). Dort – und das ist der gesetzliche Hauptanwendungsbereich – bewirkt das Erfordernis der Klagebefugnis ein Vorziehen eines Bestandteils der sachlichen Prüfung in die Zulässigkeitsstufe. Ursache dürfte sein, dass eine Klage, die so offensichtlich unbegründet ist, bereits als unzulässig abgewiesen werden soll, ohne sich mit den mitunter komplizierten Rechtsfragen der Begründetheit überhaupt auseinandersetzen zu müssen.
Von daher ist es verständlich, dass für die Klagebefugnis allgemein als ausreichend angesehen wird, dass die Verletzung von subjektiven Rechten des Klägers möglich ist (Möglichkeitstheorie). Im Einzelfall kann dennoch fraglich sein, ob als „offensichtlich“ bereits die Klagebefugnis und damit die Zulässigkeit abgelehnt werden soll oder ob die Klage zwar zulässig, aber mangels Verletzung eigener Rechte unbegründet ist.
Auch soweit keine subjektiven Rechte, sondern in einem Innenrechtsstreit bloße organschaftliche Befugnisse verletzt sein sollen, ist regelmäßig eine „Klagebefugnis“ erforderlich.
Bei einem objektiven Verfahren, in dem es nicht um die Verletzung subjektiver Rechte, sondern um Kontrolle des objektiven Rechts geht, existiert regelmäßig keine Klagebefugnis. Die Überlastung der Justiz ist meist schon daher ausgeschlossen, weil die Zahl der Antragsberechtigten gering ist. Terminologisch ungeschickt ist es daher, eventuelle Antragsvoraussetzungen als „Klagebefugnis“ zu bezeichnen. Nur die prinzipale Normenkontrolle nach § 47 VwGO, in deren Rahmen das Oberverwaltungsgericht (in Bayern, Baden-Württemberg und Hessen Verwaltungsgerichtshof) Bebauungspläne und nach Maßgabe des Landesrechts Verordnungen und Satzungen auf ihre Gültigkeit überprüft, macht insoweit eine ungewöhnliche Ausnahme. Obwohl es sich um ein objektives Verfahren handelt – geprüft wird alleine die Rechtmäßigkeit der angegriffenen Norm –, beschränkt § 47 Abs. 2 Satz 1 VwGO seit 1997 die Zulässigkeit auf „jede natürliche oder juristische Person, die geltend macht, durch die Rechtsvorschrift oder deren Anwendung in ihren Rechten verletzt zu sein oder in absehbarer Zeit verletzt zu werden.“

## Verfahrensarten

### Verwaltungsprozessrecht
Für das Verwaltungsprozessrecht ist die Klagebefugnis in § 42 Abs. 2 VwGO festgeschrieben:
„Soweit gesetzlich nichts anderes bestimmt ist, ist die Klage nur zulässig, wenn der Kläger geltend macht, durch den Verwaltungsakt oder seine Ablehnung oder Unterlassung in seinen Rechten verletzt zu sein“.
Aus der Systematik (Zusammenhang mit Abs. 1) wird deutlich, dass hier ausdrücklich nur Anfechtungs- und Verpflichtungsklage gemeint sind. Die Vorschrift wird aber auf die allgemeine Leistungsklage und nach verbreiteter Ansicht auch auf die Feststellungsklage analog angewandt. Ebenfalls entsprechend wendet man § 42 Abs. 2 VwGO auf das Vorverfahren (Widerspruchsbefugnis) an. Da die Widerspruchsbehörde aber auch die Zweckmäßigkeit des Verwaltungsakts überprüft, liegt Widerspruchsbefugnis auch vor, wenn die Möglichkeit der Rechtsverletzung nicht auf einem rechtswidrigen, sondern unzweckmäßigen Verwaltungsakt beruht.
Auch die prinzipale Normenkontrolle nach § 47 VwGO kennt, obgleich objektives Verfahren, die Klagebefugnis (siehe oben).

### Finanz- und Sozialprozessrecht
Für das Verfahren vor den Finanzgerichten kennt § 40 Abs. 2 FGO die Klagebefugnis. Für die Sozialgerichtsbarkeit ist sie in § 54 SGG festgelegt.

### Verfassungsgerichtsbarkeit
In der Verfassungsgerichtsbarkeit ist die Klagebefugnis vor allem für die Verfassungsbeschwerde (Art. 93 Abs. 1 Nr. 4 GG: Beschwerdebefugnis) und das Organstreitverfahren (Art. 93 Abs. 1 Nr. 1 GG) Zulässigkeitsvoraussetzung. Die Normenkontrollverfahren kennen als objektive Verfahrensarten keine Klagebefugnis.
Eine deutschlandweit einzigartige Ausnahme macht die bayerische Landesverfassung, die in Art. 98 Satz 4 in Verbindung mit Art. 55 VfGHG eine Popularklage zum Bayerischen Verfassungsgerichtshof gegen Landesgesetze zulässt, die der Landesverfassung widersprechen. Hier ist keine Klagebefugnis erforderlich, auch Unbeteiligte können demnach Klage erheben.

### Zivilprozessrecht
Zur Situation im Zivilprozess siehe unter Prozessführungsbefugnis.

## Prüfung der Klagebefugnis
Im verwaltungsgerichtlichen Verfahren kann die Klagebefugnis dann unbedenklich bejaht werden, wenn der Kläger Adressat eines belastenden Verwaltungsaktes geworden ist (Adressatentheorie). Denn aus dem Verständnis des Art. 2 Abs. 1 GG als allgemeine Handlungsfreiheit folgt, dass jeder staatliche Befehl an einen Bürger zumindest ein Eingriff in die allgemeine Handlungsfreiheit ist. Die Verletzung in diesem Grundrecht ist also möglich und Klagebefugnis liegt vor.
Problematisch wird die Prüfung dagegen, wenn Dritte geltend machen, durch den an einen anderen gerichteten begünstigenden Verwaltungsakt mittelbar beeinträchtigt zu sein. Paradebeispiel ist die Baugenehmigung, gegen die der Nachbar des Begünstigten vorgehen will. Hier hilft die Adressatentheorie nicht weiter, vielmehr muss genau untersucht werden, welche der Vorschriften des Baurechts nicht nur von der genehmigenden Behörde zu prüfen ist, sondern auch Dritten ein subjektives Recht auf Einhaltung vermittelt. Wann baurechtliche Vorschriften in dieser Weise drittschützend sind, ist durch Auslegung zu ermitteln, teilweise sogar ausdrücklich im Gesetz aufgeführt (z. B. § 5 Abs. 7 Satz 3 Landesbauordnung Baden-Württemberg: „Der nachbarschützende Teil der Abstandstiefen beträgt bei Nummer 1 0,4 der Wandhöhe, bei Nummer 2 0,2 der Wandhöhe und bei Nummer 3 0,125 der Wandhöhe, mindestens jedoch die Tiefe nach Satz 2.“).